# Produit coiffant
 (mai 2022).
Si vous disposez d'ouvrages ou d'articles de référence ou si vous connaissez des sites web de qualité traitant du thème abordé ici, merci de compléter l'article en donnant les références utiles à sa vérifiabilité et en les liant à la section « Notes et références ».
Un produit coiffant est un produit cosmétique qui s'applique sur les cheveux afin de leur donner une forme, une texture et/ou une tenue désirée. Les produits coiffants peuvent se présenter sous forme d'aérosol (micro-gouttelettes), spray (grosses gouttes), mousse, crème, cire, gel.

## Histoire
Les produits de coiffure ont eu un impact significatif sur la création de diverses coiffures et tendances à travers l'histoire. Pour les anciens Égyptiens, l'apparence physique était très importante pour le processus d'embaumement. Les cheveux étaient souvent coiffés pour maintenir l'individualité du défunt. Une substance grasse, maintenant connue sous le nom de gel capillaire, était utilisée pour coiffer les cheveux et les maintenir en place. Le mouvement punk des années 1980 s'est popularisé en utilisant du gel coiffant pour sculpter des coiffures hérissées, comme les mohawks. Les anciens Gaulois avaient inventé une substance cireuse semblable à du savon, semblable à la cire coiffante, comme agent coiffant. Plusieurs années plus tard, la même substance semblable à du savon a été utilisée comme agent de nettoyage. En 1948, Chase Products est devenue la première entreprise à emballer de la laque pour cheveux. La laque pour cheveux est devenue très populaire dans les années 1950 en raison de sa capacité à maintenir les cheveux en place et à empêcher les cheveux de tomber d'un look stylé.

## Laque/Spray fixant
La laque est un produit de coiffure le plus léger, conditionné sous forme d'aérosol. Son objectif est de fixer plus ou moins intensément une coiffure. La laque une fois sèche peut s'enlever d'un simple brossage.

### Application
La laque s'applique de manière globale sur la chevelure à une distance d'environ 30 cm. La laque en elle-même n'abîme pas le cheveu, et une fois sèche, elle peut être enlevée par un simple brossage. Par contre les agents propulsifs de la laque peuvent assécher à long terme le cheveu si la projection est trop rapprochée (distance), fréquente et la dose trop intense. Dans ce cas, le cheveu devient collant, ce qui rend par la même occasion ce scénario peu probable.

### Typologie
Différents types de laques existent, différentiées par leur indice de fixation. Il peut varier de léger à fort en fonction de la tenue de la coiffure que l'on souhaite. Si on souhaite fixer encore plus intensément les cheveux, il est possible d'utiliser une laque "extra-forte" appelée spray fixant qui va figer les cheveux dans une position donnée (en anglais le terme de "hairspray" désigne autant la laque que le spray fixant).

### Ingrédients
Les produits des laques pour les cheveux sont un mélange de polymères industriels simples, qui fournissent un soutien structurel à cheveux. Ceux-ci sont souvent des copolymères de polyvinylpyrrolidone (PVP) et d'acétate de vinyle (VA). Ce mélange de copolymères est généralement ajusté pour obtenir les propriétés physiques souhaitées (force, le moussage, etc.), en utilisant des plastifiants tels que aminométhyl propanol , des agents tensioactifs tels que le chlorure de benzalkonium et d'autres agents tels que la diméthicone (silicone).
Ces ingrédients actifs ne représentent qu'une petite partie d'une laque (aérosol). La majeure partie du récipient est remplie de solvants volatils utilisés pour solubiliser et atomiser le mélange de copolymères. Ceux-ci comprennent les alcools simples tels que l'éthanol ou le tert-butanol pour solubiliser les principes actifs et l'éther diméthylique ou mixtes hydrocarbures comme propulseurs.
Le mélange de copolymère, agents de solubilisation et des propulseurs est généralement très volatile et inflammable (comme la plupart des aérosols). Pour cette raison, les laques pour les cheveux ont été détournées pour la combustion dans les canons de pommes de terre, et ont été interdits comme articles de bagage à main à bord des avions.

### Histoire
La laque est devenu courante après le dépôt du brevet du processus d'aérosol et la fabrication de la bombe aérosol pendant les années 1940. Le premier fabricant à proposer une laque était Chase (un fabricant d'aérosol) en 1948, après que l'industrie de la beauté a vu que des bombes aérosols étaient utilisées durant la Seconde Guerre mondiale en tant qu'insecticides. Le produit est devenu de plus en plus populaire, permettant alors la création de coiffures extravagantes. En 1964, il est devenu le produit de beauté le plus vendu sur le marché. Toutefois, les ventes ont diminué dans les années 1970, les coiffures devenant essentiellement portées droites et lâchées. Dans les années 1980, la popularité de la laque est revenue lorsque les grandes coiffures ont resurgi avec la scène punk rock. Aujourd'hui, laques sont formulés relativement souples pour satisfaire la mode qui veut un mouvement de cheveux naturels.

## Mousse coiffante
La mousse coiffante est un produit ajouté aux cheveux pour plus de volume et de brillance. Il est le plus souvent produit sous forme de mousse, mais peut également être trouvé sous forme de spray. La mousse coiffante ajoute du volume sans provoquer de grumeaux ni d'accumulation. C'est une alternative plus légère au gel coiffant. La mousse est généralement appliquée sur les racines des cheveux humides avant le brushing ou le coiffage. La mousse peut également être utilisée pour ajouter de la définition aux boucles ou pour ajouter de la texture aux cheveux pour un effet soufflé à la plage.

## Crème coiffante
La crème coiffante est un produit à base d'huile ou d'eau conçu pour les coiffures lisses et serrées. Contrairement à la laque et au gel coiffant, la crème coiffante ne sèche pas et nécessite souvent plusieurs lavages pour être enlevée. Des shampooings dégraissants et des revitalisants nettoyants en profondeur peuvent être utilisés pour accélérer le processus d'élimination. D'autres méthodes d'élimination comprennent l'utilisation d'huile d'olive, de liquide vaisselle et de jus de citron.
La plupart des crèmes à base d'huile contiennent de la vaseline (et en fait, la vaseline peut être utilisée seule comme crème) et de l'huile minérale, et beaucoup contiennent également une sorte de cire. Ils peuvent également contenir des parfums et des colorants. Une pléthore de crèmes sont encore en production aujourd'hui et varient en fonction de facteurs tels que le poids, la brillance et l'odeur. Les plus rigides auront une proportion plus élevée de cire d'abeille tandis que les plus légères peuvent avoir une proportion plus élevée d'huiles.

## Cire coiffante
La cire coiffante est un produit coiffant épais contenant de la cire, qui aide à maintenir les cheveux en place. Contrairement à certains produits tels que le gel coiffant qui laissent les cheveux durs, la cire coiffante laisse les cheveux souples. De nombreux fabricants proposent désormais différentes versions de cire coiffante, telles que la pommade, le mastic, la colle, le glypto, le fouet et la pâte coiffante.

## Gel coiffant
Le gel coiffant est un produit de coiffure qui est utilisé pour raidir les cheveux dans une coiffure particulière. Le résultat final est similaire, mais plus fort que celui de la laque pour cheveux. Le gel coiffant est le plus couramment utilisé dans la coiffure des hommes, mais il n'est pas spécifique au sexe. Le gel capillaire peut se présenter sous forme de tubes, de pots, de petits sacs ou même sous forme de spray.